# Ionel Agrigoroaei
Ionel Agrigoroaiei (n. 14 aprilie 1968) este un politician român, senator în Parlamentul României în mandatul 2012-2016 ales din partea PPDD Iași cu un procent de peste 31% (peste dublu față de scorul partidului).
În anul 2013, în momentul desfințării grupului PPDD, a trecut la UNPR, după care s-a întors la PPDD, încercând reînființarea grupului, obținând în numai trei zile 9 semnături de la colegii din PPDD pentru reînființare. Acesta a fost momentul în care în numai trei zile au fost declanșate mai multe acțiuni de denigrare a senatorului și familiei sale prin controversatul dosar de la ICCJR și conflictele cu grupul de interlopi de la Iași cu scopul de a fi oprită reînființarea grupului PPDD.
În iulie 2014 fusese numit vicepreședinte al PPDD.
A fost senator de Iași în mandatul 2012 -2016, fiind recunoscut ca având cea mai bogată activitate parlamentară. Între 2013 și 2016 a fost Secretarul Comisiei pentru Apărare, Ordine Publică și Siguranță Națională, Secretar al Comisiei Parlamentare Comune a Republicii Moldova și României pentru integrarea europeană a Republicii Moldova, membru al Comisiei Economice Industrii și Servicii și membru al Comisiei pentru Apărare, Ordine Publică și Siguranță Națională.
A fost președintele Comisiei de Industrie Ușoară din cadrul Asociației Oamenilor de Afaceri a județului Iași. A fost și președinte al Asociației Naționale a Contribuabilului Român între 2006 și 2012 și al Comisiei pentru Industria Ușoară din cadrul Consiliului de Dezvoltare Economică al Prefecturii Iași între 2002 și 2012. Între anii 2005 și 2010 a fost vicepreședintele Asociației Oamenilor de Afaceri Iași. A fost membru fondator al ASI România în 1998, iar până în 2012 a fost și vicepreședinte al asociației.
Timp de patru ani, între 2013 și 2016, a făcut parte din Comisia Parlamentară a Academiei Europene de Turism și a Consiliului European de Turism, care au decernat premiile mondiale de turism, selectând anual cea mai bună destinație culturală și turistică a anului, nominalizate fiind Laos, Zimbabwe, Etiopia, Cambogia și în urma recomandării și votului senatorului. Pe lângă celelalte criterii, selecțiile făcute au avut la bază și scopul de a ajuta țările mai defavorizate din punct de vedere social și economic.

## Afaceri
A coordonat din anul 1986 până în anul 2009 trei societăți comerciale în domeniul producției și distribuției de confecții textile sub brandul AYA, menținându-se timp de mulți ani în topul întreprinderilor mijlocii din industria textilă din județul Iași între anii 1994 și 1999. Între 1999 și 2009 a fost printre primii trei furnizori de confecții textile ai multinaționalelor METRO Cash & Carry România, Carrefour România, Auchan România și Selgros România, având și o rețea de distribuție de peste 300 magazine clienți în toată România. A fost printre primii producători de jachete pentru femei, bărbați și copii din România timp de aproximativ 20 de ani, având o medie de peste 100 de angajați permanent plus încă peste 200 de colaboratori.
În 2009, motivat de efectele crizei mondiale, moment în care peste 95% din firmele de textile care aprovizionau piața internă din România au intrat în insolvență, a fost și el nevoit să accepte insolvența.
Nu sunt informații că senatorul Agrigoroaei ar fi avut vreodată contracte cu statul.

## Publicații
Agrigoroaei Ionel a scris și publicat două cărți. "Iar adevărul ne va face liberi" a primit Premiul de Carte al României pentru 2013.
- Eșecul, un salt mare spre succes, 2011 [20][21]
- Iar adevărul ne va face liberi, 2014

"Eșecul, un salt mare spre succes" este o lucrare motivațională inspirată din experiența de viața senatorului și experiența sa antreprenorială la modul general. Obiectivul principal este de a încuraja pe oricine trece prin dificultăți în viață să nu renunțe. Mesajul este că orice obstacol sau dificultate apărută în viața fiecăruia trebuie să te întărească și mai mult, existând și mai multe motive să nu te lași învins.
"Iar adevărul ne va face liberi" prezintă o analiză socio-economică a perioadei de 25 de ani a guvernării regimului Ceaușescu și a celor 25 de ani de după revoluția din 1989, fiind o analiză foarte obiectivă asupra ambelor perioade istorice. În carte, senatorul Agrigoroaei vine cu propuneri care ar îmbunătăți mult nivelul de trai al românilor dacă România pe viitor ar pune accentul pe educație, investitorul român și străin, dar cu producție în România și insistă mult pentru o politică de promovare a produselor românești în întreaga lume.

## Controverse
În septembrie 2014, Ionel Agrigoroaei a fost trimis în judecată alături de soție, de frate și de cumnată pentru fals și înșelăciune într-un dosar controversat în care a fost acuzat că nu încasa din bancă banii care fuseseră evidențiați într-o adeverință de salariat și că nu ar fi avut contract de muncă la societatea unde lucra. Agrigoroaei Ionel a susținut permanent public, arătând și contractul de muncă cât și statele de plată prin care retrăgea numerarul din bancă, că acuzațiile sunt nefondate și au legătură cu contracandidații din campania electorală. Parchetul pare să îi dea dreptate deoarece nu a făcut apel la sentința dată de Înalta Curte de Casație și Justiție a României. Senatorul a făcut apel la sentința dată de ÎCCJR însă nu a primit nici până în prezent motivarea.
Putea să beneficieze de dreptul de prescriere a faptelor, el declarând însă că nu s-a folosit de acest drept fiind convins că este nevinovat. În acest moment, prejudiciul de care fusese acuzat de către bancă nu mai există deoarece creanța a fost vândută unui terț la schimb cu terenurile puse garanție la bancă, moment în care ele valorau de trei ori mai mult decât creditul.
Motivat de faptul că prin activitatea sa a deranjat mai multe grupuri infracționale și clanuri de interese, acestea au creat artificial mai multe conflicte cu scopul de intimidare și hărțuire, prin zeci de fapte penale împotriva senatorului și a familiei sale, în acest moment fiind cercetați aproximativ zece membri ai clanurilor infracționale. În perioada următoare, se preconizează că se va finaliza cu trimiterea lor în judecată. Prejudiciile create senatorului și familiei sale depășesc valoarea de 400.000 de euro.